# Cephalotes vinosus
Cephalotes vinosus är en myrart som först beskrevs av Wheeler 1936.  Cephalotes vinosus ingår i släktet Cephalotes och familjen myror. Inga underarter finns listade.